# 린 셸턴
린 셸턴(Lynn Shelton, 1965년 8월 27일 ~ 2020년 5월 16일)은 미국의 영화 감독, 영화 각본가, 영화 제작자였다. 멈블코어 장르 영화 거론시 대표적으로 소개되는 영화 감독 중 한 명이다. 2020년 5월 16일 급성 골수성 백혈병으로 사망했다.

## 작품 목록

### 영화 감독
- 위 고 웨이 백 (2006)
- 마이 에퍼틀러스 브릴리언스 (2008)
- 험프데이 (2009)
- 유어 시스터스 시스터 (2011)
- 사랑이 필요할 때 (2013)
- 래기스 (2014)
- 아웃사이드 인 (2017)
- 스워드 오브 트러스트 (2019)